# Cantó de Mana
El cantó de Mana és una antiga divisió administrativa francesa situat a la regió d'ultramar de la Guaiana Francesa. Va desaparèixer el 2015.

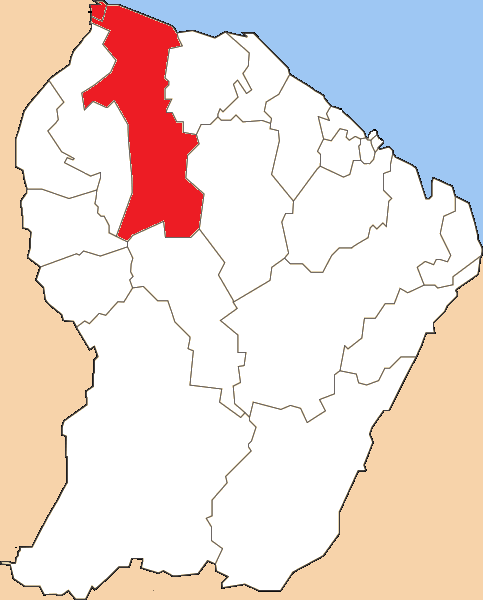
Cantó de Mana

## Composició
El cantó aplega les comunes de:
- Awala-Yalimapo
- Mana

| Data d'elecció                           | Identitat     | Partit | Qualitat |
| ---------------------------------------- | ------------- | ------ | -------- |
| 2001-2015                                | Albéric Benth | PSG    |          |
| les dades anteriors no són pas conegudes |               |        |          |
|                                          |               |        |          |